# UFC Fight Night: Machida vs. Romero
UFC Fight Night: Machida vs. Romero foi um evento de artes marciais mistas, é esperado para ocorrer em 27 de junho de 2015 no Seminole Hard Rock Hotel and Casino em Hollywood, Florida.

## Background
O evento aconteceria no Ginásio do Ibirapuera em São Paulo, Brasil e teria como luta principal a luta entre os meio médios Erick Silva e Rick Story. No entanto, em 15 de Maio, o UFC moveu o evento para o Seminole Hard Rock Hotel and Casino em Hollywood, Florida e a luta principal mudou para a luta entre os médios Lyoto Machida e Yoel Romero.
O evento era esperado para contar com as finais do TUF Brasil 4 nos pesos galos e leves. No entanto, devido a problemas no visto com alguns lutadores que lutariam no evento, as finais e outras lutas foram canceladas. Além das finais do TUF, as lutas canceladas foram: Rick Story vs. Erick Silva, Rani Yahya vs. Masanori Kanehara (movida para o UFC Fight Night: Mir vs. Duffee), Nikita Krylov vs. Marcos Rogério Lima e Viscardi Andrade vs. Andreas Stahl.
Uma luta entre Nikita Krylov e Marcos Lima foi brevemente ligada ao UFC Fight Night: Jędrzejczyk vs. Penne, mas foi movida para esse evento.
Chas Skelly era esperado para enfrentar Hacran Dias no evento, no entanto, Skelly foi retirado do card por motivos desconhecidos e foi substituído por Levan Makashvili.

## Bônus da Noite
- Luta da Noite:  Santiago Ponzinibbio vs.  Lorenz Larkin
- Performance da Noite:  Yoel Romero e  Thiago Santos